# Warren Row
Warren Row – wieś w Anglii, w hrabstwie ceremonialnym Berkshire, w dystrykcie (unitary authority) Windsor and Maidenhead. Leży 13 km na północny wschód od centrum miasta Reading i 49 km na zachód od centrum Londynu.